# Puchar Beskidów 1964
Puchar Beskidów 1964 – siódma edycja tego pucharu. W ramach zmagań zostały rozegrane dwa konkursy w Wiśle i w Szczyrku w dniach 14-17 lutego 1964 roku. Puchar wygrał Polak Józef Przybyła przed reprezentantem Czechosłowacji Jiří Rašką i reprezentantem NRD Alfredem Lesserem.

## Terminarz
Na podstawie danych [1]
| Lp | Data           | Miejscowość | Skocznia | Uwagi | 1. miejsce     | 2. miejsce | 3. miejsce   |
| -- | -------------- | ----------- | -------- | ----- | -------------- | ---------- | ------------ |
| 1. | 14 lutego 1964 | Wisła       | Malinka  | –     | Józef Przybyła | Jiří Raška | Erkki Pukka  |
| 2. | 17 lutego 1964 | Szczyrk     | Skalite  | –     | Józef Przybyła | Jiří Raška | Erwin Fiedor |

### Klasyfikacja generalna
| Miejsce | Zawodnik       | Punkty |
| ------- | -------------- | ------ |
| 1.      | Józef Przybyła | 465,8  |
| 2.      | Jiří Raška     | 436,7  |
| 3.      | Alfred Lesser  | 421,6  |
| –       |                |        |
| 7.      | Rudolf Doubek  | 404,6  |
| –       |                |        |
| 21.     | Jaromír Nevlud | 380,3  |
| 22.     | Jozef Metelka  | 379,1  |
| –       |                |        |
| 37.     | Pavel Mikeska  | 323,1  |